# Ngựa Missouri
Ngựa Missouri Fox (Missouri Fox Trotter) là một giống ngựa từ bang Missouri ở Hoa Kỳ. Nó được phát triển ở dãy núi Ozark bởi những người định cư vào đầu thế kỷ XIX, và nhanh chóng phát triển thành một giống ngựa dáng đẹp được đánh giá cao về khả năng ngựa, sức chịu đựng và khả năng chịu đựng của ngựa. Nó thực hiện một dáng đi được gọi là "con cáo", một dáng đi đường chéo bị hỏng bốn nhịp, trong đó chân trước của cặp đường chéo đáp đặt xuống trước tăng độ êm ái. Việc đăng ký giống chính đã được bắt đầu vào năm 1948 và đến năm 2012 đăng ký gần 100.000 con ngựa. Một hoạt động đăng ký châu Âu đã được bắt đầu vào năm 1992, và đến năm 2009 công nhận khoảng 600 con ngựa Fox Trotters sống ở châu Âu.
Trong năm 2006, một cơ quan đăng ký nhỏ hơn, tập trung vào việc bảo tồn kiểu gốc, lịch sử, đã được bắt đầu tại Hoa Kỳ. Các Fox Trottter được sử dụng rộng rãi bởi những người đi ngựa đường mòn, những người đánh giá cao khả năng chịu đựng, sức chịu đựng và khả năng mang trọng lượng của giống ngựa này. Chúng cũng được sử dụng trong các chương trình cưỡi ngựa khuyết tật và dáng đi mượt mà của chúng đã được chứng minh là hữu ích cho những người đi xe có khuyết tật về thể chất. Việc lai tạp giữa ngựa nái Fox Trotter và lừa đực thường được thực hiện, tạo ra những con la với dáng đi như con ngựa này được sử dụng để thực hiện thợ săn và người đi dạo cưỡi ngựa theo đường mòn, đặc biệt là ở miền tây Hoa Kỳ.